# Dasyatis lata
Dasyatis lata е вид хрущялна риба от семейство Dasyatidae.

## Разпространение
Видът е разпространен в САЩ (Хавайски острови).